# Sphaerium
Sphaerium is een geslacht van tweekleppigen uit de familie van de Sphaeriidae.

## Soorten
- Sphaerium corneum (Linnaeus, 1758) (Gewone hoornschaal)
- Sphaerium rhomboideum (Say, 1822)
- Sphaerium asiaticum (Martens, 1864)
- Sphaerium nitidum Clessin, 1876
- Sphaerium nucleus (Studer, 1820) (Kersenpit-hoornschaal)
- Sphaerium ovale (A. Ferussac, 1807) (Ovale hoornschaal)
- Sphaerium rivicola (Lamarck, 1818) (Rivierhoornschaal)
- Sphaerium solidum (Normand, 1844) (Stevige hoornschaal)